# Заслуженный артист Республики Башкортостан
Заслуженный артист Республики Башкортостан (баш. Башҡортостан Республикаһының атҡаҙанған артисы) — почётное звание, установленное в Республике Башкортостан и являющееся высшим выражением государственного и общественного признания особых заслуг награждённых за их большой вклад в культурное развитие Республики Башкортостан и заслуги перед её многонациональным народом. Лицам, удостоенным звания «Заслуженный артист Республики Башкортостан», вручается соответствующий нагрудный знак, который носят на правой стороне груди.

## Основания награждения
Почётное звание «Заслуженный артист Республики Башкортостан» присваивается высокопрофессиональным артистам, режиссёрам, балетмейстерам, дирижёрам, хормейстерам, музыкальным исполнителям, создавшим высокохудожественные образы, спектакли, кинофильмы, концертные, эстрадные, цирковые программы, музыкальные, телевизионные и радиопроизведения, которые получили общественное признание, и работающим в области искусства 10 и более лет.
Представление к присвоению почётного звания «Заслуженный артист Республики Башкортостан» и наградной лист установленного образца вносятся на рассмотрение Главе Башкортостана.
Лицам, удостоенным почётного звания «Заслуженный артист Республики Башкортостан», вручаются Грамота Республики Башкортостан о присвоении почётного звания и нагрудный знак «Заслуженный артист Республики Башкортостан».
Нагрудный знак «Заслуженный артист Республики Башкортостан» носится на правой стороне груди.

## Заслуженные артисты Республики Башкортостан
- Абдразаков Ильдар Амирович
- Ахметшина, Айгуль Гайсовна
- Бахтиева Алсу Исмагиловна
- Биктимирова Лилия Рафаиловна
- Галимов Айдар Ганиевич
- Гафаров Фидан Сафич
- Гаянов Марат Рафикович
- Гиззатуллин Рустам Ханифович
- Искандарова Гульнур Юнусовна
- Каипкулов Артур Ишбулдович
- Каримова Альфия Закуановна
- Маликова Гузяль Хасановна
- Морозов Игорь Михайлович[1]
- Назиуллин Артур Искандарович
- Назырова Зайнаб Зарифовна
- Рахимов Ильхам Ринатович
- Рыскулов Арслан Закиевич
- Складчиков Иван Петрович
- Трофимов Станислав Владимирович
- Шайхлиев Ильмир Миниянович
- Штеренбах Владимир Шапсович
- Щетинина Эмма Владимировна
- Уразова Гузель Аскаровна
- Фаттахова Василя Разифовна[2]
- Фатхетдинов Салават Закиевич[3]
- Юльякшин Радик Мухарлямович
- Ягья Александр Георгиевич[4]